# Dziura pod Smrekiem
Dziura pod Smrekiem (Jaskinia pod Ścieżką) – jaskinia w Wąwozie Kraków w Dolinie Kościeliskiej w Tatrach Zachodnich. Wejście do niej znajduje się na lewym orograficznie zboczu Wąwozu Kraków w jego środkowej części w pobliżu Siodełka za Basztą, na wysokości 1289 metrów n.p.m. W pobliżu znajdują się Jaskinia Zakosista i Jaskinia Gankowa. Długość jaskini wynosi 39 metrów, a jej deniwelacja 7,5 metra.

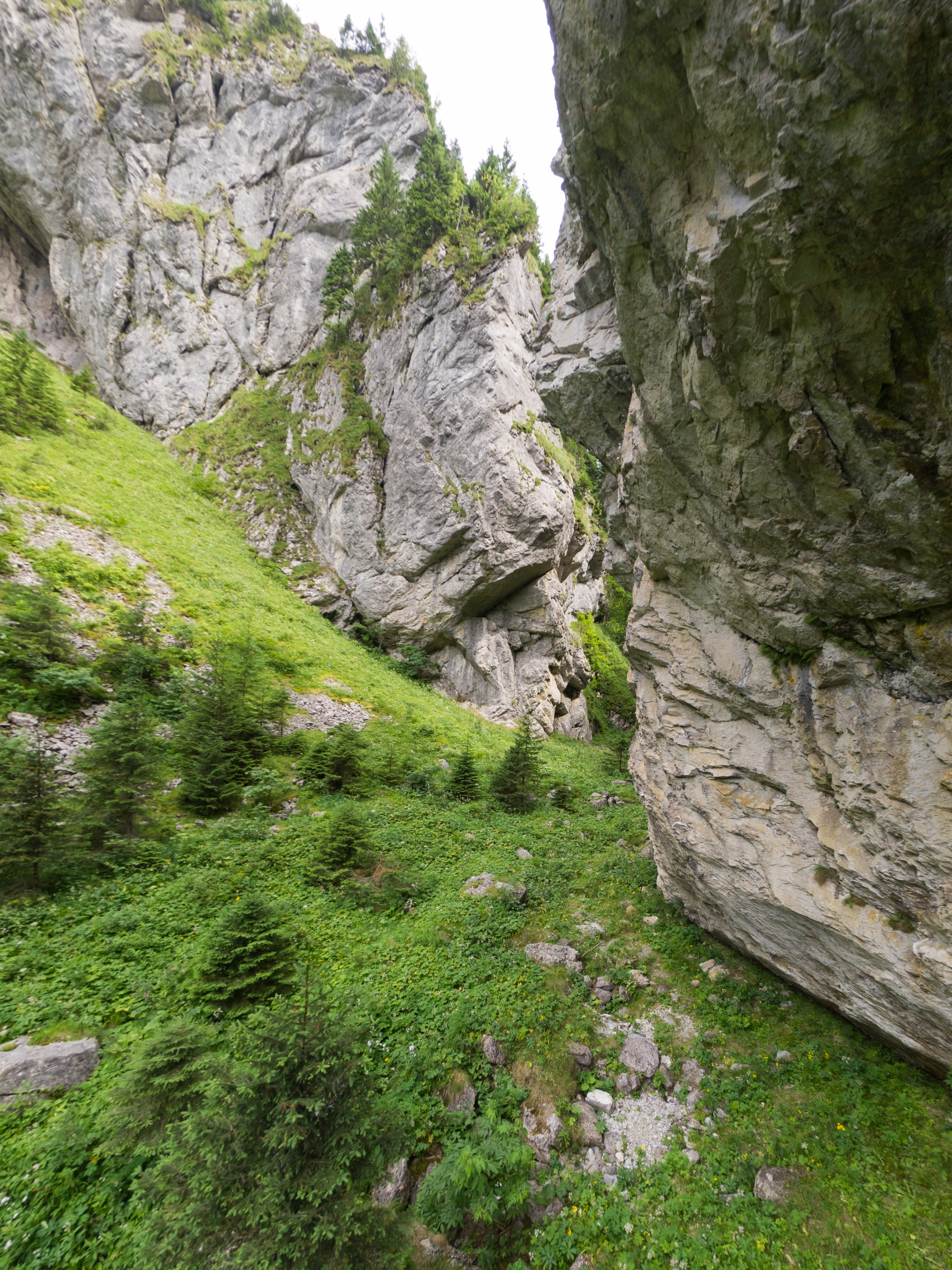
Rynek w Wąwozie Kraków. Po lewej ściana Kościoła, po prawej ściana Baszty

## Opis jaskini
Jaskinia składa się z dwóch równoległych korytarzy: Górnego i Dolnego. Otwór wejściowy prowadzi do Korytarza Górnego, długości około 10 metrów, od  którego odchodzą niewielkie ciągi i który za pochylnią kończy się zawaliskiem.
Z Górnego Korytarza do Dolnego Korytarza można dostać się wąskim przejściem przed pochylnią. Na lewo Dolny Korytarz kończy się niską salą, na prawo natomiast doprowadza po kilku metrach do rozgałęzienia. Prawy, ciasny ciąg prowadzi do Korytarza Górnego, a na lewo przez Kręty Zacisk można dojść do idącego w dół korytarza, który prowadzi w kierunku Jaskini Gankowej i kończy się szczeliną.

## Przyroda
Jaskinia ma ładne formy naciekowe. W Górnym Korytarzu można spotkać nacieki grzybkowe, a w Dolnym Korytarzu polewy i niewielkie stalaktyty. Za Krętym Zaciskiem występuje w dużej ilości mleko wapienne.
Do około 2,5 metrów w głąb jaskini rosną mchy i porosty.

## Historia odkryć
Jaskinię odkryli w 1954 roku grotołazi zakopiańscy. Była znana tylko do Krętego Zacisku. 
Dopiero 27 lipca 1994 roku I. Luty przeszła Kręty Zacisk, a przy współpracy M. Kropiwnickiej wykonała pomiary jaskini.